# Cahiers du cinéma
Cahiers du Cinéma (Quaderns de Cinema) és una revista de cinema francesa fundada el 1951 per André Bazin, Jacques Doniol-Valcroze, Joseph-Marie Lo Duca i Léonide Keigel.
Va ser el desenvolupament de l'originària Revue du Cinéma amb la participació de membres de dos cineclubs parisencs, Objectif 49 i Ciné-Club du Quartier Latin. Inicialment tenia com a editor Éric Rohmer (Jean-Marie Maurice Scherer) i va incloure entre els seus col·laboradors Jacques Rivette, Jean-Luc Godard, Claude Chabrol, Patrice Leconte i François Truffaut.
El 10 de maig de 2007, aquesta revista, que va comptar amb edicions en diversos idiomes, es va començar a editar a Espanya en castellà.

## Història
El sorgiment dels Cahiers està relacionat, en part, amb els inicis del cinema, gràcies a una generació d'amants del setè art entusiastes que van donar lloc a la Nouvelle Vague, que va introduir la política dels autors. Creada el 1951 per Joseph-Marie Lo Duca, Jacques Doniol-Valcroze i André Bazin, Cahiers du Cinéma succeeix la Revue du Cinema, que es va deixar de publicar el 1949. El títol de la revista el va proposar, el 10 de febrer de 1951, Doniol-Valcroze, que va tenir problemes per convèncer els altres membres de la revista, pel risc de confusió amb els Cahiers de la Pléiade i els Cahiers de la Quinzaine.
Jean-Luc Godard, François Truffaut, Éric Rohmer, Jacques Rivette, Claude Chabrol i altres joves cineastes van escriure les seves primeres crítiques a la revista. L'abril del 2008, La Vie-Le Monde va posar a la venda l'editorial Éditions de l'Étoile, que publicava els Cahiers. El gener del 2009, Phaidon es va convertir en propietària de la revista. El febrer del 2009 es va anunciar que es buscava un comprador per al títol.

## Trajectòria
Els inicis de la trajectòria de Cahiers du Cinéma es remunten a l'article publicat per Truffaut el 1954 contra el cinema de qualité francès, que no estava basat en la renovació de la mirada, i en defensa de certs films i directors de Hollywood considerats veritables "autors" (entre ells, Alfred Hitchcock i Howard Hawks). D'altra banda, la revista defensava Jean Renoir, Max Ophüls, Roberto Rossellini i Kenji Mizoguchi. Inicialment, va tenir com a col·laboradors Jacques Rivette, Jean-Luc Godard i François Truffaut. En conseqüència, va estar lligada a la Nouvelle vague, que va renovar el cine francès i, per tant, va influir en el cinema europeu i el nord-americà.
Més endavant, Rivette es va interessar pel teatre de Brecht, per la pintura americana i per la música de Viena (a la revista hi haurà referències musicals des d'aquesta perspectiva). Atesa la formació dels seus membres, la revista es va fer ressò de diversos moviments intel·lectuals del segle xx, com, per exemple, l'existencialisme, el postestructuralisme i el postmodernisme. El modernisme dels anys seixanta es va radicalitzar el 1970 i va canviar, amb una sèrie de figures com Serge Daney, Antoine de Baecque i Charles Tesson. Així, es va defensar un altre cinema gens tradicional, com el de Maurice Pialat, Manoel de Oliveira i Youssef Chahine.

## Els fundadors
Jacques Doniol-Valcroze va començar sent secretari editorial a Cinémonde i després redactor de la Revue du Cinéma. Va formar part del club Objectif 49 amb André Bazin. També va ser redactor a France Observateur i a Monsieur. Va ser autor i director cinematogràfic i el 1949 va crear el Festival de Cinema de Biarritz.
André Bazin va arribar al món del cinema a través de debats i clubs. Bazin pensava que els crítics s'havien d'adonar de l'evolució d'un públic cada cop més cinèfil. Va escriure en revistes com L'Écran français i Revue du Cinéma.
Joseph-Marie Lo Duca va ser alumne de la Revue du cinéma. Va publicar llibres com Histoire du cinéma i Technique du cinéma, i va dirigir la Biblioteca Internacional d'Erotologia.
Leonide Keigel era un enginyer químic georgià que va arribar a París el 1933. Més endavant es va convertir en distribuïdor al capdavant del circuit Cinéphone5.

## Línia editorial
La revista inclou entrevistes, documents i articles de tècnica cinematogràfica. La línia editorial es va definir el 1952, en el número 21, quan Truffaut va començar a fer aportacions als articles. Aquest moment va marcar un distanciament del cinema francès de qualité per començar a posar èmfasi en el cinema d'autor, sobretot el nord-americà, amb directors com Alfred Hitchcock i Howard Hawks. Així, els "joves turcs" (és a dir, els nous col·laboradors de la revista) es van arribar a oposar als fundadors de Cahiers. Aquesta nova línia de la revista es va consolidar amb un article de Truffaut publicat el gener del 1954, sota el títol Una certa tendència del cinema francès, en què es criticava el conformisme del cinema francès.

## Obertura a la modernitat i període Mao
A principis dels anys seixanta, molts redactors de Cahiers van deixar la revista per fer les seves pròpies pel·lícules. Així, Éric Rohmer va ocupar el càrrec de redactor fins al 1963. Un any després, Serge Daney, que es convertiria en el crític més influent de la seva generació, va ocupar el mateix lloc. Aquest període es va caracteritzar per una obertura a la nova cinematografia i a corrents teòrics com l'estructuralisme, la psicoanàlisi, el marxisme i la semiologia. Així, a poc a poc, la revista es va anar polititzant.
Als anys setanta, la revista es va centrar en la radicalització del vincle entre la política i l'estètica (arran de les obres de Jean-Luc Godard). La revista es va acostar al maoisme, considerant-se a si mateixa com els "experts rojos en la lectura del cinema".

## Renaixement
A finals de la dècada dels 70, Serge Daney i Serge Toubiana es van fer càrrec de la revista, que, sota la seva direcció, va retornar al cinema i va deixar de banda la política. Així, Cahiers va ser capaç d'evolucionar amb el seu temps i es va rejovenir als anys 80.

## Edicions i redacció
Alguns dels cronistes dels Cahiers du Cinéma més reconeguts són Antoine de Baecque, historiador de cinema i il·lustració, i Serge Daney. La revista té edicions en diversos idiomes, i això fa possible la difusió de la cinefília francesa.

### Edició impresa
- 1951-1958 Lo Duca, Jacques Doniol-Valcroze i André Bazin
- 1958-1963 Jacques Doniol-Valcroze i Éric Rohmer
- 1963-1965 Jacques Rivette
- 1965-1968 Jean-Louis Comolli
- 1968-1973 Jean-Louis Comolli i Jean Narboni
- 1973-1981 Serge Daney i Serge Toubiana
- 1981-1991 Serge Toubiana
- 1991-1996 Thierry Jousse
- 1996-1998 Antoine de Baecque
- 1998-2001 Charles Tesson
- 2001-2003 Charles Tesson i Jean-Marc Lalanne
- 2003-2009 Emmanuel Burdeau
- 2009- Stéphane Delorme

### Edició online
- 2000-2001 Thierry Lounas i Emmanuel Burdeau
- 2005-2009 Laurent Laborie

## Números excepcionals
- Núm. 1 - abril del 1951 : primera publicació de la revista, titulat "Revisió de cinema i telecine"
- Núm. 159 - octubre del 1964: última publicació amb l'enllaç groc, consagrant El Desert Vermell.
- Núm. 300 - maig del 1979: número centenari editat per Godard.
- Núm. 312 - juny del 1980: especial anomenat Les Yeux verts, redactat per Marguerite Duras
- Núm. 313 - novembre del 1984: homenatge anomenat Le roman de Truffaut
- Núm. 362/363 - Made in Hong Kong
- Num. 452 - juliol del 1992: homenatge a Serge Daney
- Núm. 500 - març del 1996: número centenari editat per Martin Scorsese
- Núm. 700 - maig del 2014: número centenari anomenat L'émotion qui vous hante, amb diversos directors i actors que donen testimoni sobre l'emoció cinematogràfica que els molesta
- Núm. 708 - febrer del 2015: número especial amb un dibuix de Blutch i una anàlisi sobre el tractament mediàtic dels atacs del mes anterior.

## Còpies anuals de les millors pel·lícules
Cahiers du Cinéma publica un rànquing anual de les deu millors pel·lícules de la temporada, així com un "top 10" anual resultant del vot dels lectors.

## Éditions de l'Étoile
El 1981, l'editorial de Cahiers du Cinéma va començar a publicar llibres especialitzats en l'art del cinema. Aquests llibres han guanyat notorietat i s'han convertit en un referent a nivell mundial. Hi ha versions en set idiomes (francès, italià, espanyol, turc, japonès, anglès i àrab). Els llibres editats es divideixen en dotze col·leccions: àlbums, petita biblioteca, petits llibres, col·lecció literària, autors, assajos, taller, coedició del Festival de Locarno, escrit a la imatge, col·lecció Hors, segle XXI i gran cineasta. A més, s'editen facsímils que recopilen els arxius dels primers números. També hi ha dues col·leccions de DVD: 2 films (inclou dues pel·lícules d'un director) i DVD collector (reuneix clàssics del cinema).